# Barry Lyndon
Barry Lyndon é um filme de drama anglo-estadunidense de 1975, dirigido por Stanley Kubrick, com roteiro baseado no romance As Memórias de Barry Lyndon, de William Makepeace Thackeray.
Foi o primeiro filme de Kubrick após o lançamento do controverso Laranja Mecânica. E, apesar de algumas nomeações a prêmios importantes, jamais gozou do mesmo êxito que obtiveram os demais filmes do diretor. A iluminação deste filme foi inteiramente feita sob luz de velas e natural. Kubrick teve que usar uma lente adaptada da NASA para conseguir o efeito desejado. 
Aparentemente, era a intenção do diretor filmar uma outra obra de Thackeray, aquela que se considera sua obra-prima, Vanity Fair. No entanto, Kubrick julgou ser incapaz de transpor todo o conteúdo do livro à tela, preferindo adaptar a trama sobre Barry Lyndon.
O filme é basicamente um conto sobre a ascensão e o declínio social do personagem-título, dividido claramente em duas partes. 

## Enredo
Na primeira parte conhecemos o protagonista, Redmond Barry, um pedante jovem irlandês que se apaixona por sua prima a qual, no entanto, já está comprometida. Irritado, ele desafia o noivo para um duelo e lhe fere mortalmente. Como se tratava de um senhor bem relacionado, o que poderia lhe trazer represálias, Barry decide então abandonar a família e ir refugiar-se em Dublim. No caminho, é vítima de um assalto que o deixa sem qualquer quantia para sua subsistência.
Precisando sobreviver, Barry ingressa no Exército Britânico. Depois de participar de algumas batalhas, deserta mas acaba capturado e recrutado pelo Exército da Prússia. Lá, ele se torna um espião à serviço do Capitão Potzdorf, escolhido para investigar as atividades de um certo Chevalier de Balibari. Barry - que a esse ponto já havia assumido diversas outras identidades - descobre que Chevalier também é um exilado. E, ao invés de espioná-lo, decide auxiliá-lo em suas atividades com a elite européia.
Conhecendo agora os meios da aristocracia, Redmond Barry se torna amante da adorável Senhora Lyndon, que está prestes a se tornar viúva. Quando isso acontece, eles se casam e Barry toma para si o sobrenome Lyndon. Aqui, o filme faz uma brusca pausa antes de seguir para a segunda metade, que mostrará o declínio social do irlandês.
Já estabelecido na aristocracia, Barry Lyndon tem problemas com seu enteado, ao mesmo tempo em que tem seu próprio filho e cria dívidas insuportáveis. Ele traz sua mãe para gerir as contas da família, ao mesmo tempo em que trai a esposa constantemente e eleva o ódio do enteado, ao ponto que eles decidem travar um duelo. Barry Lyndon é ferido no duelo e passa a ser rejeitado por todos seus antigos amigos e, fadado ao oblívio, retira-se da elite.

## Elenco
- Ryan O'Neal — Barry Lyndon / Redmond Barry
- Marisa Berenson — Lady Honoria Lyndon
- Patrick Magee — cavaleiro de Balibari
- Hardy Krüger — capitão Potzdorf
- Steven Berkoff — Lord Ludd
- Gay Hamilton — Nora Brady
- Marie Kean — mãe de Barry
- Diana Körner — Lischen
- Murray Melvin — reverendo Samuel Runt

## Recepção
O filme não foi o sucesso comercial que a Warner Bros. aguardava nos Estados Unidos, embora a recepção tenha sido melhor na Europa.
Na altura da estreia do filme a reação foi de uma desilusão velada. Os seus defensores eram escassos, mas tão afirmativos como os seus críticos. A sua beleza suprema não foi suficiente para satisfazer os críticos que esperavam um novo filme-choque do realizador de filmes como o Dr. Estranhoamor ou Laranja Mecânica. Barry Lyndon foi apelidado de estático, frio, vazio e anódino.
Mas ao longo das décadas que se somaram desde a sua estreia, Barry Lyndon adquiriu o estatuto de obra-prima a acrescentar na obra de Stanley Kubrick. Faz parte da lista dos 100 melhores filmes da Time Magazine e encontra-se na 27ª posição da sondagem de críticos efetuada em 2002 pela revista de cinema Sight & Sound.
Roger Ebert adicionou este filme à sua lista Great Movies em Setembro de 2009, escrevendo "desafia-nos a cuidar, pede para ficarmos apenas observadores da sua imponente elegância", e "será um dos mais belos filmes alguma vez feito".
Martin Scorsese escreve "Não estou certo se posso afirmar ter um filme favorito de Kubrick, mas retorno repetidamente a Barry Lyndon. Penso que é por ser uma experiência tão profundamente emocional. A emoção é transmitida através do movimento da câmera, da lentidão do ritmo, na forma como as personagens se movem naquilo que as envolve. As pessoas não o perceberam quando ele estreou. Muitos ainda não o percebem. Simplesmente, na cadência sucessiva de imagens de rara beleza, vemos o caminho de um homem à medida que ele evolui da mais pura inocência até à mais fria sofisticação, terminando numa absoluta amargura - a materialização elementar da sobrevivência. É um filme atemorizante pois a beleza da luz dos candelabros é apenas um manto diáfano sobre a pior crueldade. Mas uma crueza real, do tipo que se encontra todos os dias na sociedade civilizada."
Barry Lyndon é uma obra-prima de um realizador cujos filmes são todos extraordinários. Embora baseado num romance, é totalmente cinematográfico, oferecendo uma sugestiva visão da realidade que é irredutível à palavra. Cada cena  diz-nos mais do que qualquer formulação verbal pode transmitir. Tal como o seu herói,  o filme surge-nos simples; mas ao longo das suas 3 horas mantendo uma coerência onírica e ambiguidade, concretiza-se como história, espectáculo, reconstrução histórica, alegoria psicológica e visão do homem ocidental. E é sobre o ato de ver, melhorando a nossa capacidade de prestar atenção.